# Jennifer Kandut

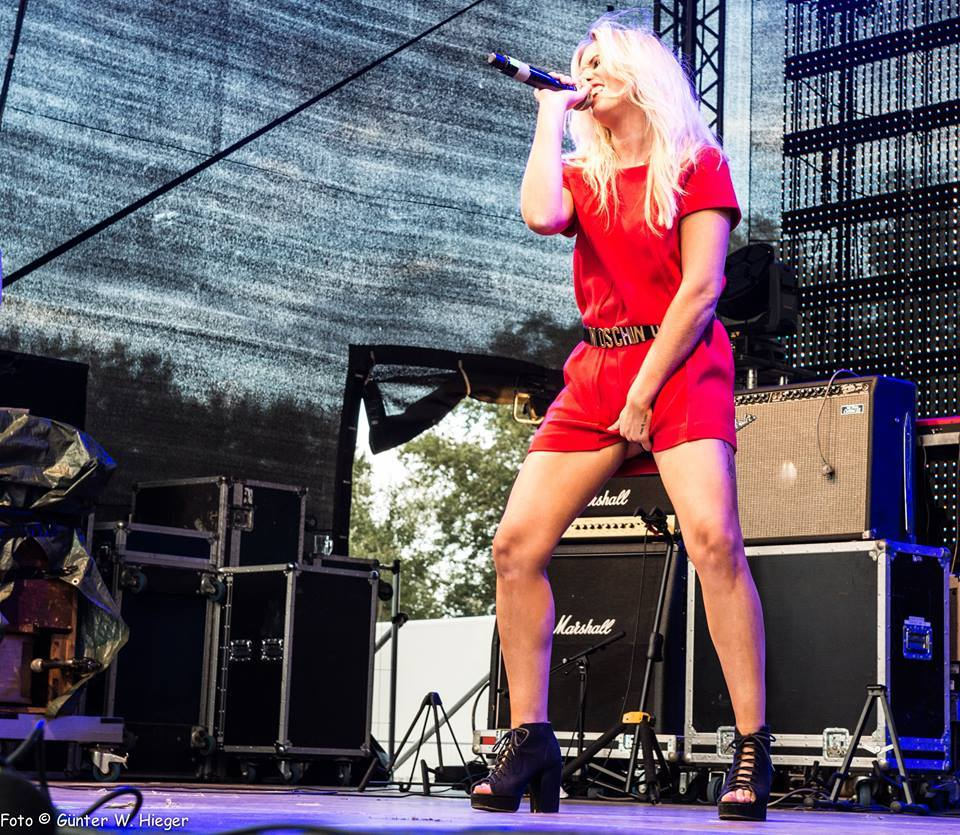
Jennifer Kandut live am Hafen Open Air (2014)

Jennifer Bianca Kandut (* 22. Oktober 1991 in Wolfsberg, Kärnten) ist eine österreichische Rocksängerin und Immobilientreuhänderin.
Kandut hat Schweizer Wurzeln – ihre Mutter ist Schweizerin, ihr Vater Österreicher.

## Geschichte
Im Alter von 13 Jahren spielte Kandut mit ihrer ersten Band „The Roses“ die ersten Nächte durch.
Von 2007 bis 2008 trat sie mit ihrer zweiten Band, der Rockcoverband „J.K. & Band“ auf. Produzent der „J.K. & Band“ war Peter Müller.
Im Jahr 2008 unterschrieb Jennifer Kandut mit ihrer Band Dreieck (2008–2012) ihren ersten Plattenvertrag bei Universal Music Austria / hitproof. Der Song Gefährlich war 19 Wertungswochen in den Austria Top-40 platziert und schaffte es bis auf Platz 11. Produzent von Dreieck war Alexander Kahr. Auch die zweite Single Wie es sein soll und das Debütalbum Dreieck erreichten mittlere Chartpositionen. Es folgten Auftritte bei Open Airs, unter anderem beim Donauinselfest 2010 und 2011. Infolge interner Differenzen und unterschiedlicher Zukunftspläne trennte sich die Band im Herbst 2012.
Danach begann Jennifer Kandut an ihrem Solo-Projekt JEN zu arbeiten, mit dem sie Ende August 2013 die Debüt-Single Das Dreieck sticht veröffentlichte. Auftritte in Österreich folgten, unter anderem als Vorgruppe von Rainhard Fendrich.
2015–2017 waren Jennifer Kandut und Ruben Gludovacz WOLFSLAUT. Ihre erste Debüt-Single hieß „In dieser Nacht“ und wurde im Februar 2016 veröffentlicht. Ihre Songs schrieb das Duo selbst, ihre Texte erzählen dabei konkret vom Leben. Produziert wurde „In dieser Nacht“ von Alexander Kahr. Sie hatten Auftritte beim Donauinselfest 2016, bei „Dachboden Wien – 25 Hours Hotel“ und beim Hafen Open Air.
Jennifer Kandut absolvierte im Jahr 2018 erfolgreich die Immobilientreuhänderprüfung und arbeitet nun als Immobilienmaklerin in Kärnten. Ob sie jemals wieder auf der Bühne stehen wird, ist offen.